# Щапова (деревня)
Ща́пова — деревня в Качугском районе Иркутской области России. Входит в состав Бутаковского муниципального образования.

## География
Деревня находится на левом берегу реки Малая Анга, на расстоянии 18 км к северо-востоку от рабочего посёлка Качуг, административного центра района.

## Население
| 2002 | 2010 | 2011 | 2012 |
| ---- | ---- | ---- | ---- |
| 204  | ↘180 | →180 | ↘172 |

### Гендерный состав
По данным Всероссийской переписи, в 2010 году в деревне проживало 180 человек (101 мужчина и 79 женщин).